# دی‌جی اینترنشنال رکوردز
دی‌جی اینترنشنال رکوردز (به انگلیسی: DJ International Records) یکی از برچسب‌های نشر موسیقی کمپانی یونیورسال میوزیک در سبک موسیقی هاوس و موسیقی رقص الکترونیک است که در سال ۱۹۸۵ توسط رکی جوناس در شیکاگو ایالات متحده آمریکا بنیانگذاری شد. در دهه ۱۹۸۰، دی‌جی اینترنشنال رکوردز موسیقی‌هایی را از نوآوران اصلی مانند فرانکی ناکلز، ران هاردی، تایری کوپر، مارشال جفرسون، لری هرد، فارلی کیت، استیو «سیلک» هرلی، و لیز تورس را منتشر کرده استدی‌جی اینترنشنال رکوردز یکی از رکورد لیبل‌های مهم در پیشرفت موسیقی هاوس و شکل‌گیری گروه‌های موسیقایی در شیکاگو بوده است که به گروه شیکاگو معروف شدند